# まえせつ!
『まえせつ！』は、Studio五組とAXsiZの共同制作による日本のテレビアニメ作品。2020年10月から12月までTOKYO MXほかにて放送された。当初は2020年7月からの放送を予定していたが、新型コロナウイルスの影響で延期となった。
『らき☆すた』で知られる美水かがみがイラストを手掛けた、バイトに明け暮れながらお笑い芸人を目指す少女たち4人の姿が描かれる。

## あらすじ
お笑い芸人を目指そうとする19歳の若手乙女の北風ふぶき、凩まふゆ、新谷りん、朝生祇なゆたがいた。朝晩アルバイトをしつつ、本気でネタの練習を励む。「笑いで皆を幸せにしよう！」「皆の幸せで私たちにも幸せが届く」という綺麗事を大義名分に頑張っているものの、4人は芽が出そうもない存在だった。そんな時、なんばグランド花月への舞台に立とうとする目標が生まれた。ただし、最初は身の回りから始めようという考えから、東京都渋谷のヨシモト∞ホールの最下層・ファームクラスの舞台へ立とうと4人は立ち上がる。また、まふゆの妹の凩まなつとその幼馴染の金成かなえの高校1年生コンビも、学校の先輩芸人コンビの「JKクール」を目標としてお笑い芸人への道を目指そうとする。総勢8人かつ4組の日常のストーリーが描かれる。

## 登場人物

### 芸人
とこなつ
高校時代に結成。2人とも川越にある鰻屋でアルバイトをしつつ漫才に励む。大宮出身・在住。咲花与野（しょうかよの）高校出身。
北風 ふぶき（きたかぜ ふぶき）
声 - 大西亜玖璃
本作の主人公。同コンビのボケ担当→第10話でツッコミ担当に変更。
10月10日生まれ。身長156cm。血液型AB型。右利き。
普段は敬語で会話するため上品な性格だが、物怖じない性格で度胸が据わる性格でもある。メガネをかけている。まふゆに誘われてお笑いを始めた。まふゆが落ち込むのを素早く察知してフォローすることが多い。
凩 まふゆ（こがらし まふゆ）
声 - 大空直美
同コンビのツッコミ担当→第10話でボケ担当に変更。妹にまなつがいて2人暮らし。
10月10日生まれ。身長162cm。血液型B型。右利き。
関西在住経験があり、幼少期に見ていたなんばグランド花月でのお笑いがきっかけで芸人を目指した。前髪の左側にヘアピンを付けている。

R凸（アールでこ）
中学時代に結成。川越在住。大学に通いつつ、ふぶきたち2人と同じ鰻屋でアルバイトをしている。
新谷 りん（あらや りん）
声 - 五十嵐裕美
同コンビのツッコミおよび凸担当。
2月13日生まれ。身長143.5cm。血液型A型。左利き。
R凸ととこなつ4人のまとめ役。やれやれ言いつつ、面倒はきちんと見るタイプ。1年間はなゆたと別れてNSCに通っていた。小柄。髪型はツインテール。大食いだが激辛な食べ物は苦手。
朝生祇 なゆた（あそうぎ なゆた）
声 - 中村桜
同コンビのボケとR担当。
2月5日生まれ。身長169.5cm。血液型B型。左利き。
普段から天然で柔らかいが、稀に核心を突き毒舌の一言で抉ることもある。りんに誘われてお笑いを始めた。長身。

つんどら→マネー＆カネー（マネーアンドカネー）
大宮在住。咲花与野高校1年生。第3話での結成時は「とこなつ」をもじった「つんどら」というコンビ名だったが、第11話で自分たちのお笑いの特性について考えた結果「マネー＆カネー」に改名した。
凩 まなつ（こがらし まなつ）
声 - 高田憂希
同コンビのツッコミ担当。まふゆの妹。
1月3日生まれ。身長157cm。血液型A型。右利き。
芸人を目指そうとするまふゆたちに憧れたことがきっかけで、幼馴染に当たる同コンビを結成した。家では家事全般をこなしている。
金成 かなえ（かなり かなえ）
声 - 古木のぞみ
同コンビのボケ担当。まなつとまふゆとは幼馴染に当たる。
9月6日生まれ。身長154cm。血液型O型。右利き。
まなつに誘われたことがきっかけで同コンビを結成。引っ込み思案な性格。

JKクール（ジェイケークール）
ハイスクール漫才における優勝者で、吉本興業に所属する女子高校生。咲花与野高校2年生。ネタの内容次第では互いにボケもツッコミこなすこともあるユーティリティプレイヤーでもある。
草葉 える（くさば える）
声 - 相田あすか
同コンビではボケ担当が多い。
4月6日生まれ。身長157cm。血液型O型。右利き。
調子がよく、ギャル女子高校生でもある。
藁猪野 あらし（わらいの あらし）
声 - 清水彩香
同コンビではツッコミ担当担当が多い。
3月25日生まれ。身長155cm。血液型B型。左利き。
調子が良く、真面目かつ面倒を見ることが得意で頼れる性格。

### 実在する芸人
実在のお笑いタレント。それぞれ、本人役で出演する。
ふりいくっ！
富田純基とうぶのハツナによるお笑いコンビ。吉本興業に仮所属。川越市にある鰻屋でアルバイトをしつつ、渋谷のヨシモト∞ホールなどで漫才に励む。アルバイト先において、ふぶきたち4人の先輩に当たる。コンビ結成2年。

BAN BAN BAN
鮫島一六三と山本正剛によるお笑いコンビ。ヨシモト∞ホールに出演している。

NON STYLE
石田明と井上裕介とによるお笑いコンビ。大宮ラクーンよしもと劇場において、まふゆとりんがグッズを買おうとした。このことがきっかけでとこなつとR凸が出会い、4人は友人関係となった。

スパイク
小川暖奈と松浦志穂によるお笑いコンビ。ふぶきたちがなんばグランド花月へ向かう途中、新幹線の中で出会う。コンビ結成10年で、普段は東京で活動している。ふりいくっ！の先輩に当たる。

松浦景子
吉本新喜劇の女優。なんばグランド花月でJKクールを出迎えた先輩。元バレリーナ。新喜劇のチラシを配っていたときにふぶきたち4人と出会う。

ティーアップ
前田勝と長谷川宏によるお笑いコンビ。まふゆが幼い頃になんばグランド花月で観た憧れの芸人。

ウーマンラッシュアワー
村本大輔と中川パラダイスによるお笑いコンビ。なんばグランド花月に出演している。

### その他
中間 はじめ（なかま はじめ）
声 - 村井理沙子
なゆたの年の離れた姉。かつてはヤンキーだったが、現在は石和温泉の旅館「木造りの宿 きこり」の女将。
男爵邸店長
声 - 荻野晴朗
ふぶきたち4人が打ち合わせなどに使っている大宮の喫茶店「男爵邸」の店長。誠実な性格。
カーロス・アリ、けいこおばちゃん
声 - 利根健太朗（カーロス）、下田レイ（けいこ）
「男爵邸」の店員。
船越 はるな（ふなこし はるな）
声 - 星ノ谷しずく
咲花与野高校1年生で、まなつとかなえのクラスメイト。つんどらの練習に付き合っている。
椎名 しほ（しいな しほ）
声 - 森優子
咲花与野高校1年生で、まなつとかなえのクラスメイト。はるなと一緒につんどらの練習に付き合っている。
平野先生（ひらのせんせい）
声 - 平野綾
咲花与野高校の教員。かつては高二、高三の時のふぶきたち2人の担任教師だったが、現在はまなつたち2人の担任教師を務めている。
山田（やまだ）
声 - 平松広和
JKクールのマネージャーを務める男性。

## スタッフ
- 原作 - むげんだい∞[8]
- 原案・原作イラスト - 美水かがみ[8]
- 監督 - 信田ユウ[8]
- シリーズ構成 - 待田堂子[8]
- キャラクターデザイン - 平田雄三[8]
- 衣装デザイン - 早川加寿子[8]
- メインプロップデザイン - コレサワシゲユキ[8]、灯夢[8]
- 色彩設計 - 松山愛子[8]
- 美術監督 - 松本浩樹[8]
- 美術設定 - 小山真由子
- 撮影監督 - 林コージロー[8]
- 編集 - 武宮むつみ[8]
- 音響監督 - 鶴岡陽太[8]
- 音楽 - 神前暁[8]、MONACA[8]（井上馨太、オリバー・グッド）
- 音楽プロデューサー - 斎藤滋[8]
- 音楽制作 - ハートカンパニー、KADOKAWA
- アニメーションプロデューサー - 富岡哲也[8]
- 企画プロデューサー - 伊藤敦[8]、加藤剛[8]
- ネタ監修 - 天津向[8]
- ネタ制作 - 待田堂子[8]、梧桐翔大[8]
- 企画協力 - 吉本興業[8]
- アニメーション制作 - Studio五組[8]、AXsiZ[8]
- 製作 - ファームクラス[8]

## 主題歌
オープニングテーマ「ピッピッピハッピー」、エンディングテーマ「いかがわしいバイキング」、 第1話オープニングテーマ「サイン」は、北風ふぶき（大西亜玖璃）・凩まふゆ（大空直美）・新谷りん（五十嵐裕美）・朝生祇なゆた（中村桜）による楽曲で、作詞を安藤紗々、作曲・編曲を神前暁が手掛けている。
そのほか、以下の楽曲が使用された。
「やっぱり君じゃなきゃ」
第2話挿入歌。作詞は安藤紗々、作曲・編曲は大和、歌は新谷りん（五十嵐裕美）と朝生祇なゆた（中村桜）。
「静かな戦士」
第5話エンディングテーマおよび第10話挿入歌。作詞・作曲は円広志、編曲は二村学、歌は富田純基。
「オリジネーション」
第6話挿入歌。作詞は安藤紗々、作曲は島みやえい子、編曲は二村学、歌は凩まなつ（高田憂希）と金成かなえ（古木のぞみ）。
「静かな戦士」
第7話挿入歌。作詞・作曲は円広志、編曲は二村学、歌は朝生祇なゆた（中村桜）。

## 各話リスト
| 話数     | サブタイトル | 脚本       | 絵コンテ          | 演出              | 作画監督                                                | 総作画監督      | 初放送日        |
| -------- | ------------ | ---------- | ----------------- | ----------------- | ------------------------------------------------------- | --------------- | --------------- |
| 第一幕   | おわらい！   | 待田堂子   | 信田ユウ          | 大嶋博之          | 小関雅 山村俊了                                         | 小関雅          | 2020年 10月11日 |
| 第二幕   | かいかん！   | 待田堂子   | 信田ユウ          | 羽多野浩平        | 門智昭 田之上慎 赤尾良太郎 小林ゆかり 木木欣動画        | 山内尚樹        | 10月18日        |
| 第三幕   | もくひょう！ | 梧桐翔大   | 藏本穂高 信田ユウ | 藏本穂高          | 鐘文山 飯飼一幸 服部憲知 北島勇樹                       | 小関雅          | 10月25日        |
| 第四幕   | えいぎょう！ | 待田堂子   | 名村英敏          | 村田尚樹          | 宇津木勇 谷口繁則 渡辺一平太                            | 平田雄三        | 11月1日         |
| 第五幕   | ばんかい！   | 待田堂子   | 信田ユウ          | 山田弘和          | 鐘文山 春川彩子 大髙雄太 粉川剛                         | 小関雅          | 11月8日         |
| 第六幕   | ふたりで！   | 梧桐翔大   | かおり            | 加藤顕            | Shin Hye Ran Chang Yeong Sun Kim Hyeon Ok Kim Hyeon Jin | 山内尚樹        | 11月15日        |
| 第七幕   | おおさか！   | ジョー伊藤 | 大嶋博之          | 大嶋博之          | 江崎稔 服部益実 粉川剛 永田有香                         | 小関雅          | 11月22日        |
| 第八幕   | しげき！     | 待田堂子   | 信田ユウ          | 栗山美秀          | 佐藤元 鐘文山 たむらかずひこ 中島大智 松本和志 山村俊了 | 山内尚樹        | 11月29日        |
| 第九幕   | あいかた！   | 待田堂子   | アベユーイチ      | 吉田俊司          | 赤尾良太郎 シード                                       | 小関雅          | 12月6日         |
| 第十幕   | がんかけ！   | 梧桐翔大   | 名村英敏          | 佐々木達也        | 大竹晃裕 小菅洋 田中翼                                  | 平田雄三        | 12月13日        |
| 第十一幕 | けっせん！   | 待田堂子   | 藏本穂高          | 藏本穂高          | 日野貴史 鐘文山 春川彩子 粉川剛 片岡英之 片岡恵美子     | 小関雅          | 12月20日        |
| 第十二幕 | まえせつ！   | 待田堂子   | 信田ユウ          | 藤中達也 信田ユウ | 山村俊了 柴田和子 小島唯可 服部益実                     | 山内尚樹 小関雅 | 12月27日        |

## 放送局
| 放送期間                                                             | 放送時間                                                  | 放送局   | 対象地域   | 備考                                       |
| -------------------------------------------------------------------- | --------------------------------------------------------- | -------- | ---------- | ------------------------------------------ |
| 2020年10月11日 - 12月27日                                            | 日曜 23:30 - 月曜 0:00                                    | AT-X     | 日本全域   | 製作参加 / CS放送 / リピート放送あり       |
| 2020年10月12日 - 12月28日                                            | 月曜 0:30 - 1:00（日曜深夜）                              | TOKYO MX | 東京都     |                                            |
| 2020年10月13日 - 12月29日                                            | 火曜 0:00 - 0:30（月曜深夜）                              | BS日テレ | 日本全域   | 製作参加 / BS放送 / 『アニメにむちゅ〜』枠 |
| 2020年10月14日 - 12月23日 2021年1月10日                              | 水曜 3:30 - 4:00（火曜深夜） 月曜 2:30 - 3:00（日曜深夜） | 毎日放送 | 近畿広域圏 | 『アニメ特区』第3部                        |
| 2020年10月18日 - 11月8日 2020年11月21日 - 2021年1月16日              | 日曜 13:00 - 13:30 日曜 1:30 - 2:00（土曜深夜）           | 山梨放送 | 山梨県     |                                            |
| 放送前週に事前特別番組「第0幕 とくばん！」を放送（山梨放送を除く）。 |                                                           |          |            |                                            |

| 配信開始日     | 配信時間       | 配信サイト | 備考                         |
| -------------- | -------------- | --- | ---------------------------- |
| 2020年10月12日 | 月曜 0:00 更新 | dアニメストア | 「第0幕 とくばん！」も配信。 |
| 2020年10月19日 |                | Amazonプライム・ビデオ Hulu バンダイチャンネル J:COMオンデマンド TELASA ABEMA U-NEXT アニメ放題 ひかりTV FOD niconico GYAO! MBS動画イズム TVer あにてれ Rakuten TV ビデオマーケット クランクイン!ビデオ DMM.com HAPPY!動画 ムービーフル |                              |

## 関連メディア

### BD / DVD
| 巻 | 発売日         | 収録話          | 規格品番  | 規格品番   |
| 巻 | 発売日         | 収録話          | BD        | DVD        |
| -- | -------------- | --------------- | --------- | ---------- |
| 1  | 2020年12月23日 | 第1話 - 第3話   | KAXA-8031 | KABA-10941 |
| 2  | 2021年1月27日  | 第4話 - 第6話   | KAXA-8032 | KABA-10942 |
| 3  | 2021年2月24日  | 第7話 - 第9話   | KAXA-8033 | KABA-10943 |
| 4  | 2021年3月24日  | 第10話 - 第12話 | KAXA-8034 | KABA-10944 |

### Webラジオ
Webラジオ『まえせつ!ラジオ つかみは上々』が超!A&G+にて2020年10月2日に特番として単発配信された。

### 小説
待田堂子による小説『まえせつ！のまえせつ』が、『月刊コンプティーク』2020年2月号から12月号まで連載され、同年12月10日にKADOKAWAより発売された。ISBN 978-4-04-111005-8。イラストは美水かがみ。

### 漫画
神無月羽兎による漫画が、『月刊コミックアライブ』にて2020年9月号から2021年7月号まで連載された。
- むげんだい∞（原作）、神無月羽兎（漫画） 『まえせつ！』 KADOKAWA〈MFコミックス アライブシリーズ〉、全2巻
  1. 2020年11月21日発売[20]、ISBN 978-4-04-064890-3
  2. 2021年6月23日発売[21]、ISBN 978-4-04-680470-9